# Crusta oceânica

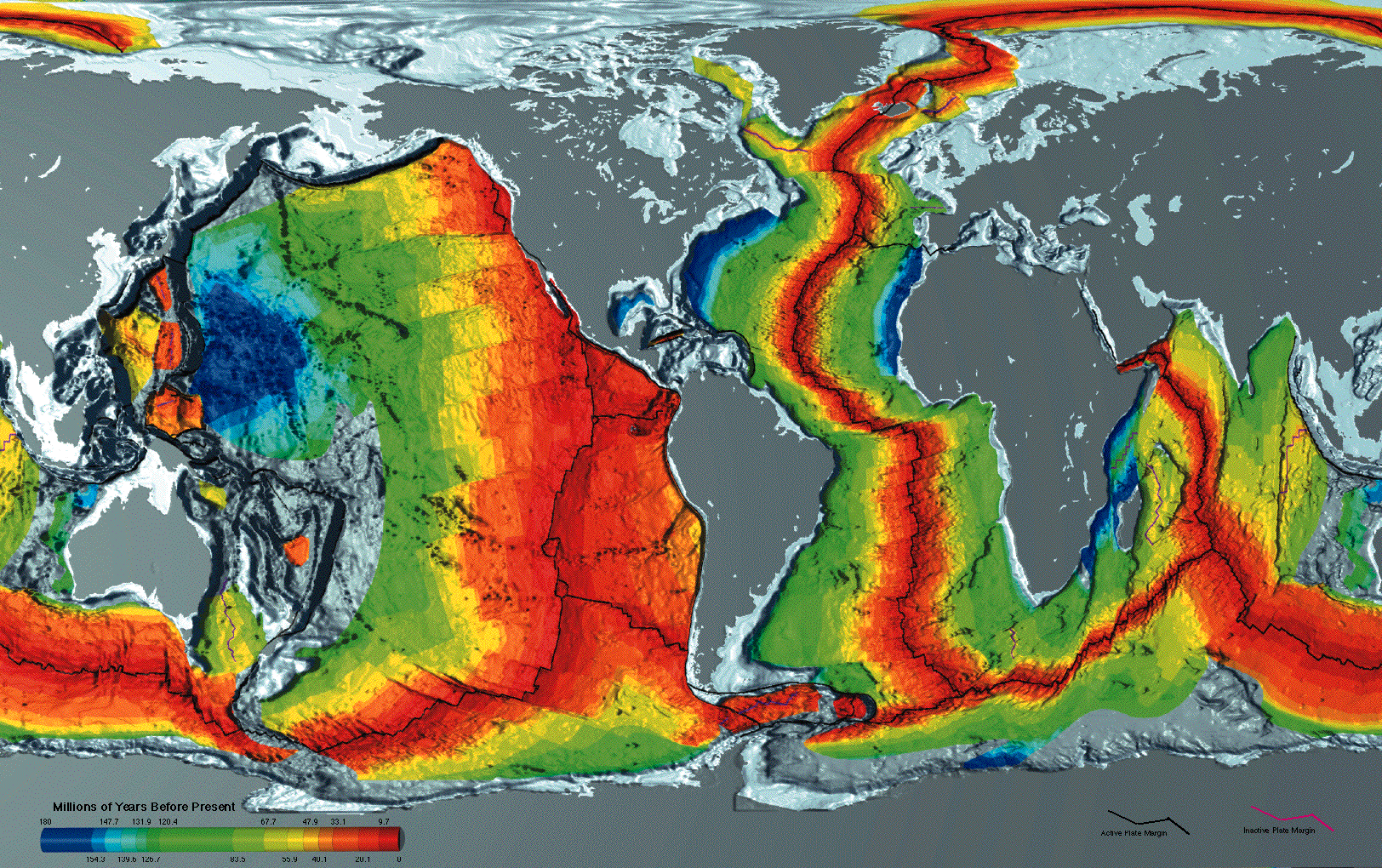
A crusta oceânica e a sua idade (a vermelho as zona de idade inferior a 20 milhões de anos; a verde e azul as zonas mais antigas).

Crusta oceânica ou crosta oceânica é a camada mais alta da porção oceânica das placas tectónicas. É composta pela crosta oceânica superior, com lavas em almofada e um complexo de diques, e pela crosta oceânica inferior, composta por troctolito, gabro e cumulados ultramáficos. A crosta recobre a camada superior rígida do manto. A crosta e a camada superior rígida do manto constituem juntas a litosfera oceânica, com características de composição, espessura e densidade diferenciadas, que constitui o fundo das bacias oceânicas. Note-se que mesmo nos oceanos podem existir porções de crusta continental submersa, em geral nas plataformas continentais, mas não restrita a estas. Apesar de ambas constituírem a crosta da Terra, as crustas oceânica e continental são completamente distintas em composição, espessura e história geológica.
A crosta oceânica é composta principalmente de rochas máficas, ou sima, que são ricas em ferro e magnésio. É mais fina que a crosta continental, ou sial, geralmente com menos de 10 quilómetros de espessura; no entanto, é mais densa, tendo uma densidade média de cerca de 3,0 gramas por centímetro cúbico, em oposição à crosta continental, que tem uma densidade de cerca de 2,7 gramas por centímetro cúbico.
A crosta superior é o resultado do resfriamento do magma derivado do material do manto abaixo da placa. O magma é injetado no centro de espalhamento, que consiste principalmente de uma casca vítrea ou finamente cristalina parcialmente solidificada derivada de injecções anteriores, formando lentes de magma que são a fonte dos diques em camadas, pela extrusão contínua de lava à medida que ela rompe a camada externa solidificada pela, superfície fraturada, em almofadas sobrejacentes, com empilhamento de travesseiros, à medida que novas almofadas são extrudadas sucessivamente e acumuladas umas sobre as outras. À medida que as lavas arrefecem, são, na maioria dos casos, modificadas quimicamente pela água do mar. Essas erupções ocorrem principalmente em dorsais meso-oceânicas, mas também em pontos críticos dispersos e também em ocorrências raras, mas poderosas, conhecidas como erupções de inundação de basalto. A maioria do magma cristaliza em profundidade, dentro da crosta oceânica inferior. Lá, o magma recém-intrudido pode se misturar e reagir com a massa de cristal e rochas preexistentes. Com o tempo, as formações de lava podem sofrer alterações hidrotérmicas, provocando alterações na mineralogia e o desenvolvimento de minerais secundários.

## Características e composição
A crusta oceânica tem uma espessura de 5 a 10 km (raramente ultrapassando os 10 km de espessura, mas podendo ter apenas 3 km) e é mais densa do que a sua equivalente continental. A densidade, variando ligeiramente com a região, é em geral próxima de cerca de 2,9 gramas por centímetro cúbico por oposição à crosta continental crosta que tem uma densidade de cerca de 2,7 gramas por centímetro cúbico.
A crusta oceânica é composta por materiais máficos da família dos basaltos e gabros, ricos em minerais ferromagnesianos. Devido a esta composição, a crusta oceânica é por vezes designada por sima (de silício e magnésio), em contraponto ao sial (silício e alumínio) da crusta continental.
| Elemento | %    | Composto | %    |
| -------- | ---- | -------- | ---- |
| O        | 49,5 | SiO2     | 49,4 |
| Si       | 23,1 | SiO2     | 49,4 |
| Al       | 4,1  | Al2O3    | 15,4 |
| Fe       | 6,8  | FeO      | 10,1 |
| Mg       | 4,6  | MgO      | 7,6  |
| Ca       | 8,9  | CaO      | 12,5 |
| Na       | 1,0  | Na2O     | 2,6  |
| K        | 0,1  | K2O      | 0,3  |
| Total    | 98,1 | Total    | 97,9 |

Dada a sua dependência em relação ao processo de deriva continental, com nova crusta oceânica a ser criada nas linhas de rifte e a ser destruída nas zonas de subducção, a generalidade das placas oceânicas hoje existentes é geologicamente jovem, com idades que raramente excedem os 200 milhões de anos. De facto, as zonas mais jovens da placa (ver imagem à direita) vão sendo criadas ao longo das cristas oceânicas, afastando-se depois em direcção perpendicular ao rifte.
Em resultado desse progressivo afastamento formam-se longas bandas paralelas, que se movem em direcção às margens oceânicas e aí, depois de descerem e formarem as fossas oceânicas, mergulham no manto e são refundidas e reincorporadas no material mais denso subjacente.
A existência de bandas de material com idade semelhante paralelas às cristas oceânicas pode ser verificada através do paleomagnetismo (as rochas mantêm na orientação magnética dos seus minerais ferrosos a orientação do campo magnético da Terra ao tempo da sua formação) e pela variação da quantidade de sedimentos existentes (que cresce com o afastamento da crista oceânica).

## Relação com a crosta continental
A crusta oceânica existe nos fundos de todas as bacias oceânicas, preenchendo os espaços entre as porções de crusta continental. Dada a sua menor espessura e maior densidade, mergulha sob o bordo da placa continental nas zonas de subducção. Tal obriga a que nova placa oceânica seja constantemente formada para acomodar o deslocamento dos continentes e substituir a placa que é destruída por subducção. Assim, a crusta oceânica poder ser vista, por analogia com a pele, como uma estrutura de cicatrização recobrindo as zonas da superfície da Terra que deixam de estar cobertas por crusta continental devido ao afastamento dos continentes.
Neste contexto de diferenciação, a crusta oceânica não pode ser meramente vista como o material que forma os fundos marinhos. Apenas aqueles fundos que apresentam as características acima descritas são formados por crusta oceânica, já que existem, para além das plataformas continentais, extensas áreas de fundos marinhos constituídos por crusta continental, na realidade secções de continentes afundados sob as águas do mar.
Um exemplo da presença de crusta continental submersa é o planalto submarino das Mascarenhas, em pleno Oceano Índico, uma formação que se prolonga por quase 2 000 km, desde as Seicheles até à Reunião. Este planalto ocupa uma área de cerca de 150 000 km², com águas com profundidades que variam entre os 8 m e os 150 m, mergulhando as suas margens numa planície abissal com profundidades da ordem dos 4 000 m. A parte norte do planalto, incluindo as Seicheles e ilhas vizinhas, é constituída por granito, sendo um fragmento afundado do supercontinente Gondwana.
Outras ilhas aparentemente oceânicas, como as Malvinas e as Svalbard, são na realidade afloramentos à superfície de regiões de placa continental submersa.